# Tolne
Tolne is een plaats in de Deense regio Noord-Jutland, gemeente Hjørring. De plaats telt 232 inwoners (2008).